# Gornji Tomaš
Gornji Tomaš falu Horvátországban Belovár-Bilogora megyében. Közigazgatásilag Belovár községhez tartozik. 

## Fekvése
Belovár központjától légvonalban 7, közúton 10 km-re keletre Tomaš és Mala Ciglena között a Tomašica-patak völgye feletti magaslaton fekszik. 

## Története
A település 17. századtól népesült be, amikor a török által elpusztított, kihalt területre folyamatosan telepítették be a keresztény lakosságot. A mai Gorniji Tomaš 1774-ben az első katonai felmérés térképén „Thomas” falu részként még annak szőlőhegyeként szerepel. A térkép egy kápolnát is ábrázol itt, amely ma már nem látható. A település katonai közigazgatás idején a szentgyörgyvári ezredhez tartozott. 
Gornji Tomaš lakosságát csak 1953 óta számlálják önállóan. 1991-től a független Horvátország része. 1991-ben lakosságának 77%-a horvát nemzetiségű volt. 2011-ben a településnek 94 lakosa volt. 

## Lakossága
| Lakosság változása | Lakosság változása | Lakosság változása | Lakosság változása | Lakosság változása | Lakosság változása | Lakosság változása | Lakosság változása | Lakosság változása | Lakosság változása | Lakosság változása | Lakosság változása | Lakosság változása | Lakosság változása | Lakosság változása | Lakosság változása |
| ------------------ | ------------------ | ------------------ | ------------------ | ------------------ | ------------------ | ------------------ | ------------------ | ------------------ | ------------------ | ------------------ | ------------------ | ------------------ | ------------------ | ------------------ | ------------------ |
| 1857               | 1869               | 1880               | 1890               | 1900               | 1910               | 1921               | 1931               | 1948               | 1953               | 1961               | 1971               | 1981               | 1991               | 2001               | 2011               |
| 0                  | 0                  | 0                  | 0                  | 0                  | 0                  | 0                  | 0                  | 0                  | 346                | 314                | 235                | 165                | 114                | 95                 | 94                 |